# Gonzalo Sánchez de Lozada
Gonzalo Daniel Sánchez de Lozada Sánchez Bustamante (La Paz, 1 de julio de 1930), conocido como Gonzalo Sánchez de Lozada o con el apodo de Goni, es un político y empresario boliviano-estadounidense que se desempeñó como presidente de Bolivia en dos ocasiones: su primer gobierno fue desde 1993 hasta 1997 y el segundo desde 2002 hasta su renuncia en 2003. Miembro del Movimiento Nacionalista Revolucionario (MNR), anteriormente se desempeñó como ministro de planificación y coordinación bajo el gobierno de Víctor Paz Estenssoro y lo sucedió como jefe nacional del MNR en 1990.
Como ministro de Planificación, Sánchez de Lozada empleó la "terapia de choque" en 1985 para reducir la hiperinflación de un estimado de 25.000% a un solo dígito en un período de menos de seis semanas. Sánchez de Lozada fue elegido dos veces presidente de Bolivia, ambas veces en la boleta del MNR. Durante su primer mandato (1993-1997), inició una serie de reformas sociales, económicas y constitucionales históricas. Posteriormente fue elegido para un segundo mandato en 2002, en el que luchó con protestas y eventos en octubre de 2003 relacionados con la guerra del Gas. Según informes oficiales, 59 manifestantes, diez soldados y dieciséis policías murieron en enfrentamientos. Como resultado de los violentos enfrentamientos, Sánchez de Lozada renunció y se exilió en los Estados Unidos. En marzo de 2006, renunció a la dirección del MNR.
Los gobiernos de Evo Morales y Luis Arce han buscado sin éxito su extradición desde Estados Unidos para ser juzgado por los hechos de 2003.  Los representantes de las víctimas han solicitado daños compensatorios por ejecuciones extrajudiciales en una demanda en su contra en los Estados Unidos en virtud del Estatuto de Agravios de Extranjeros. En 2014, el Tribunal de Distrito de Estados Unidos en Florida dictaminó que el caso podía proceder bajo la Ley de Protección de Víctimas de Tortura. El juicio, que comenzó el 5 de marzo de 2018 y concluyó el 30 de mayo de 2018, declaró que Sánchez de Lozada y su exministro de Defensa Carlos Sánchez Berzain no eran responsables de las muertes de civiles después de que el juez declarara que no había "pruebas suficientes". Sin embargo, el 3 de agosto de 2020, el Tribunal de Apelaciones del 11º Circuito anuló este fallo. El 5 de abril de 2021, un fallo separado del Tribunal de Distrito de Estados Unidos reafirmó un veredicto del jurado de 2018 que encontró responsables tanto a Sánchez de Lozada como a Carlos Sánchez Berzain y les exigió pagar $10 millones.

## Primeros años
Obtuvo su licenciatura en Filosofía y Letras en la Universidad de Chicago en 1952 (existe controversia al respecto ya que informes posteriores demostraron que jamás terminó sus estudios en dicha universidad por lo cual no tendría ningún título)  y luego retornó a Bolivia donde se inició en el mundo empresarial como productor de cine con la empresa Telecine. Posteriormente entró en el negocio de extracción de minerales con la empresa de servicios petroleros, Andean Geo-Services Limitada, para luego pasar a la minería creando la Compañía Minera del Sur (COMSUR), explotadora y comercializadora de minerales en canteras del altiplano boliviano.
El joven se reencontró con su país en 1959, cuando llegó a La Paz dispuesto a radicarse y con una serie de proyectos empresariales bajo el brazo. Esta mudanza vital se produjo en vísperas del levantamiento revolucionario de abril de 1952, con el que el MNR tomó el poder y llevó al Gobierno a sus dos máximos líderes, Víctor Paz Estenssoro y Hernán Siles Zuazo, y a raíz de lo cual su padre puso término a su exilio en Estados Unidos. Entre las variadas empresas que  fundó y dirigió en los siguientes 25 años se destacaron la productora cinematográfica Telecine (1953), la Andean Geo-Services, dedicada a las prospecciones petroleras y los trabajos de geodesia (1957), y, sobre todo, la Compañía Minera del Sur (Comsur), que echó a andar en 1962 a partir de la lucrativa explotación de la mina Porco, en el departamento de Potosí. 
A finales de los años setenta, Sánchez de Lozada era ya uno de los más poderosos industriales de las minerías del estaño y el zinc. Comsur, a través de una red de empresas filiales y joint ventures con multinacionales del ramo entre las que iba a destacarse la británica Rio Tinto Plc., fue inaugurando nuevos yacimientos o comprando otros ya en servicio, de metales no ferrosos, auríferos y argentíferos. Las inversiones productivas y los intereses financieros del emporio minero de Sánchez, que aún y todo tenía una facturación inferior a la de la estatal Corporación Minera de Bolivia (Comibol, establecida por el gobierno de Víctor Paz Estenssoro en 1952 después de incautar y nacionalizar las propiedades de las grandes compañías mineras autóctonas), se extendían por todo el subcontinente americano, desde Argentina hasta Panamá, y en los años siguientes hicieron el salto a diversos países de Asia.

## Carrera política
Afiliado desde 1951 al Movimiento Nacionalista Revolucionario, ingresó en el mundo de la política en 1979 como diputado por Cochabamba. Luego fue elegido senador por este partido y Presidente del Senado Nacional (1985-1986) por muy poco tiempo, porque fue llamado a ocupar el cargo de ministro de Planeamiento y Coordinación (Economía), por el entonces presidente Víctor Paz Estenssoro. En agosto de 1986 fue el encargado de aplicar la terapia de shock para frenar la galopante hiperinflación (del orden del 27.000%), que azotaba al país, mediante el Decreto Supremo 21060. La política económica aplicada fue de corte liberal que, aunque frenó la inflación y contribuyó a arreglar las cuentas del estado,[cita requerida] tuvo como contraparte la aplicación de extensos despidos en el sector minero, la cual fue denominada "relocalización", y recortes de fondos a programas sociales. 
En las elecciones presidenciales de 1989 ganó la nominación interna de su partido para ser el candidato a la Presidencia de la República. Ya como candidato decidió romper el "Pacto por la Democracia" con su entonces aliado político, el expresidente, Hugo Banzer Suárez, Jefe Nacional de la derechista Acción Democrática Nacionalista (ADN). Banzer debía recibir el apoyo del MNR a cambio del apoyo que brindó el partido de Banzer desde el Congreso a las medidas económicas del gobierno de Víctor Paz Estenssoro. Sánchez de Lozada resultó el candidato más votado de la elección, pero lejos de la mayoría absoluta, por lo que no pudo acceder a la presidencia. Banzer, que quedó en segundo lugar con el 25,2% de votos, decidió dar su apoyo a Jaime Paz Zamora, del Movimiento de Izquierda Revolucionaria (MIR) en el Congreso Nacional, el tercer candidato más votado, para ser Presidente de la República.

## Primera presidencia (1993-1997)

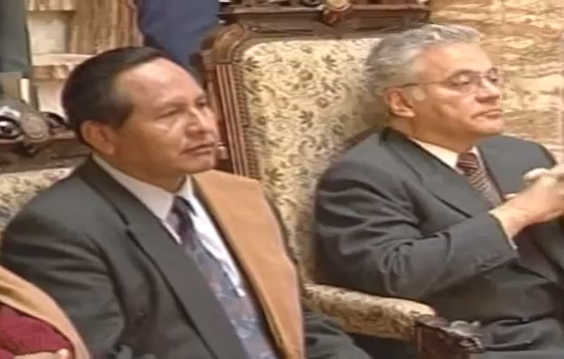
Fotografía del año 1993, del Presidente de Bolivia Gonzalo Sánchez de Lozada y del Vicepresidente de Bolivia Víctor Hugo Cárdenas.

En las elecciones celebradas el 6 de junio de 1993 se volvió a presentar como candidato por el MNR, obteniendo otra vez el primer lugar con el 38% de los votos válidos, pero igualmente sin mayoría absoluta. En la votación en el Congreso, Sánchez de Lozada obtuvo la presidencia con los votos y en alianza con el izquierdista Movimiento Bolivia Libre (MBL), la populista Unidad Cívica Solidaridad (UCS) del empresario cervecero Max Fernández Rojas y el partido indigenista Movimiento Revolucionario Tupac Katari de Liberación, (MRTKL), de Víctor Hugo Cárdenas, intelectual de origen indígena que accedía a la Vicepresidencia de la República por primera vez en la historia republicana.

### Reformas políticas
En el ejercicio de su primer mandato, que culminaría en 1997, promulgó importantes reformas legislativas y constitucionales como la Ley de Participación Popular, que municipalizó el territorio nacional extendiendo la jurisdicción territorial de los 316 municipios entonces existentes a la sección de provincia, incluyendo así a la población rural, mayoritariamente de origen indígena, a la "base del Estado"; además creó los Territorios Comunitarios de Origen (TCO) para pueblos indígenas;[cita requerida] la Ley INRA que obligaba a la certificación por parte del estado, a través del  Instituto Nacional de Reforma Agraria (INRA), al cumplimiento de la Función Económica y Social de la tierra, la Ley Forestal, que incorporaba a indígenas, organizaciones populares y empresarios en la explotación sostenible de los bosques, la Reforma Educativa, que incluía por primera vez el multiculturalismo y el plurilingüismo en la educación oficial boliviana, el Seguro Materno Infantil, y la modernización del Código de Procedimiento Penal, entre otras. Entre las reformas constitucionales destacan: la creación del Tribunal Constitucional de Bolivia que vela por la constitucionalidad de leyes, decretos o resoluciones; la creación de las circunscripciones uninominales para la elección directa de diputados; la creación de la figura del Defensor del Pueblo que vela por los derechos humanos y las garantías de las personas; entre otras reformas.

### Reformas económicas
En el aspecto económico el gobierno de Sánchez de Lozada promovió un amplio y muy polémico programa de reformas, en el que destaca el proceso de capitalización de empresas públicas, que transfirió el 49% de las acciones de las empresas de ferrocarriles (ENFE), de petróleo (YPFB), de telecomunicaciones (Entel), de electricidad (ENDE) y Lloyd Aéreo Boliviano (LAB). El otro 50% que era el valor inicial de las empresas, se transfirió de la propiedad del Estado a todos los bolivianos mayores de 21 años, fue transferido a un Fondo de Capitalización Colectiva (FCC), gestionado por las Administradoras de Fondos de Pensiones (AFP) y el 1% restante pasó a propiedad de los trabajadores de las empresas capitalizadas. Todos los bolivianos, residentes en el país, mayores de 21 años al 31 de diciembre de 1995, eran los beneficiarios de dicho fondo.[cita requerida]
Después de transcurridos algunos años de la puesta en marcha del Proceso de Capitalización, la oposición política a Sánchez de Lozada sostiene de que no fue una real inyección de capital sino simplemente la venta del 50% de las acciones a manos privadas, sin que se hayan cumplido las inversiones comprometidas, ni se haya mejorado los servicios que prestan las nuevas empresas creadas a partir de las antiguas empresas estatales.
Según algunos analistas, uno de los mayores errores políticos de Sánchez de Lozada fue el gradual desmembramiento de la empresa nacional de hidrocarburos Yacimientos Petrolíferos Fiscales Bolivianos (YPFB) que, a pesar de que condujo a importantes inversiones extranjeras, no tomó en cuenta el sentimiento de la gente hacia un emblema nacional, creada inmediatamente después de la finalización de la guerra del Chaco.

### Exhumación del Che
Durante su gobierno comienza el proceso de búsqueda de los restos del guerrillero argentino-cubano Ernesto "Che" Guevara, líder de la Guerrilla de Ñancahuazú, conformada en su mayoría por bolivianos universitarios y líderes sindicales mineros, que buscaban crear un foco guerrillero en Bolivia. Sánchez de Lozada, presionado en parte por solicitantes interesados en esclarecer aquellas acciones del Estado ejecutadas durante el gobierno de René Barrientos Ortuño, bajo el asesoramiento de la agencia de inteligencia estadounidense CIA en el año 1967, autorizó las excavaciones de un equipo formado por arqueólogos argentinos y cubanos; tras años de búsqueda, los restos fueron hallados en el área de la pista de aviación de Vallegrande, en el Departamento de Santa Cruz, el 28 de junio de 1997. Posteriormente el cuerpo del comandante guerrillero junto con los de sus compañeros fue trasladado a Cuba, donde fueron recibidos con honores el 13 de julio. Se encuentran en el Monumento/Mausoleo Ernesto Che Guevara en Villa Clara

## Segunda presidencia (2002-2003)
Gonzalo Sánchez de Lozada gana en las elecciones nacionales de 2002, pero al no obtener mayoría absoluta, es electo en el congreso por una alianza de su partido el MNR (Movimiento Nacionalista Revolucionario), con el MIR (Movimiento de Izquierda Revolucionaria), al que luego se sumaría NFR (Nueva Fuerza Republicana) dividiendo los cargos políticos entre los 3 partidos. 
A decir de Carlos Mesa, la fragilidad electoral “forzó a acuerdos apadrinados” por Estados Unidos “entre Gonzalo Sánchez de Lozada y Jaime Paz, cuyos rencores personales nunca se superaron”.
Cuando Sánchez de Lozada asume la presidencia se enfrenta a una crisis social y económica heredada del anterior gobierno. El crecimiento económico del país bajó de un 4,8% al final de la primera presidencia de Sánchez de Lozada a 2% en 2002. El déficit fiscal al 2002 era del 8%. 
En febrero del año 2003 ante el desesperante déficit fiscal el gobierno propone aplicar un impuesto al salario ("impuestazo"), lo cual provoca una huelga y el acuartelamiento de la fuerza policial, la cual exigía por el contrario, un aumento de salarios. El conflicto deriva en un enfrentamiento entre las Fuerzas Armadas y la Policía en la Plaza Murillo de la ciudad de La Paz. El retroceso en la medida logró mantener a Sánchez de Lozada en el poder por unos meses más, pero el desgaste y la pérdida de gobernabilidad se hacía cada vez más evidente.
En septiembre y octubre de 2003, ante rumores que nunca fueron confirmados sobre la intención de exportar gas boliviano por puertos chilenos a la costa oeste de los Estados Unidos, a México y a Chile, empezaron las movilizaciones sociales en el Altiplano boliviano y en la ciudad de El Alto. Fue bloqueada la autopista La Paz El Alto principal vía de comunicaciòn entre ambas ciudades y la población alteña empezó la protesta. Tanto la ciudad de La Paz como otras ciudades principales sufrieron prolongados bloqueos y desabastecimiento de insumos básicos. Como única respuesta del Presidente, este autorizó a las Fuerzas Armadas a poner orden mediante represión lo cual dejó como resultado 64 muertos y 228 heridos. Firmó el DS 27209 que autorizaba a las Fuerzas Armadas hacerse cargo del transporte de combustibles, dando las garantías de que cualquier daño sobre personas o bienes en el cumplimiento de esta labor, el Estado garantizaba el resarcimiento.
La profunda crisis económica que afectaba principalmente a los trabajadores urbanos y a la población rural del país alimentó el apoyo a todo tipo de protestas. Finalmente, los manifestantes en la ciudad de La Paz pidieron la renuncia del presidente.
Acosado por estos sectores y ante la pérdida de apoyo de los partidos que formaban la coalición de gobierno (MIR y NFR), el 17 de octubre Sánchez de Lozada renunció a la Presidencia de la República mediante carta al Congreso Nacional y abandonó el país junto a su familia . Esa misma noche, el Congreso Nacional, luego de aceptar la renuncia de Sánchez de Lozada, tomó el juramento de rigor al Vicepresidente de la República Carlos Mesa. 
En septiembre y octubre de 2003 se sucedieron manifestaciones promovidas por la Central Obrera Boliviana (COB) y por la Confederación Sindical Única de Trabajadores Campesinos de Bolivia, que convocaron un paro general indefinido. El movimiento popular también fue catalizado por el MAS y por el Movimiento Indígena Pachakuti. La revuelta se extendió a las principales ciudades del país (La Paz y El Alto fueron incluso militarizadas por el gobierno), donde el clima era de abierta insurrección, la represión dejó al final de los hechos 68 personas muertas y alrededor de 400 heridos.
Ante el saldo de 68 personas muertas y 400 heridos, se produjeron escisiones en el poder ejecutivo, Sánchez de Lozada dimitió el 17 de octubre. Fue sustituido por el vicepresidente, Carlos Mesa, quien formó un gabinete integrado por políticos no adscritos a partido alguno, con la intención de poner fin al conflicto y alcanzar la reconciliación nacional. Poco después de su investidura, Mesa se comprometió a convocar un referéndum en el que los bolivianos deberían pronunciarse sobre la cuestión de la exportación de gas natural.
El 18 de mayo de 2009 la Corte Suprema de Justicia de Bolivia, dio inicio al juicio contra Sánchez de Lozada por la llamada Masacre de Octubre, esta se llevará a cabo en Sucre, la sede del Poder Judicial de Bolivia, además del expresidente están acusadas 17 personas, entre ellas, 11 ministros y cinco exjefes militares.
La Fiscalía asegura tener 2.500 testigos y 4.000 documentos que prueban la culpabilidad de los acusados, por lo que el juicio puede durar meses. El juicio aún no tiene un veredicto final.

## Postpresidencia (2003-presente)

### Juicio de Responsabilidades
En 2004, después de una campaña concertada por las familias de las víctimas y grupos de derechos humanos, que se reunieron más de 700.000 firmas en peticiones, 2/3 del Congreso de Bolivia votado para autorizar a un "juicio de responsabilidades" del presidente exiliado. Se pretendía determinar si Sánchez de Lozada y sus ministros deben ser legalmente responsables de la violencia de la guerra del gas. Los partidarios incluyen a muchos de partido del presidente, lo que refleja un amplio consenso en que el gobierno dio la responsabilidad principal de las muertes.
La oficina del procurador general tomó declaración a doce ministros, que también atribuyó la culpa a Sánchez de Lozada, y llevó a cabo investigaciones preliminares detallados. Su trabajo incluyó estudios forenses, investigaciones de la escena del crimen, y el testimonio de testigos. Evo Morales, uno de los principales líderes de la protesta, se ofreció voluntariamente a pruebas. En agosto de 2011 la Corte Suprema de Bolivia condenado a cinco miembros de las fuerzas armadas y los dos políticos a entre tres y quince años de prisión por su papel en los acontecimientos de septiembre y octubre de 2003.
En 2024, el Tribunal Supremo de Justicia de Bolivia, condenó en un juicio in absentia a Sánchez de Lozada, a seis años de prisión, por el caso "Petrocontratos". Por su parte, Carlos Sánchez Berzaín, director ejecutivo del Interamerican Institute for Democracy y exministro de Bolivia repudió la definición de la víspera de la Justicia en el caso «Petrocontratos« y advirtió que forma parte de «un mecanismo de terrorismo de Estado judicializado». Algunos juristas, denuncian por su parte, que el juicio de responsabilidades se haya realizado en rebeldía, y que las leyes bolivianas no permitan una doble instancia, en contravención con el Pacto de San José de Costa Rica y observadores de derechos humanos.

### Intentos de extradición
El 11 de noviembre de 2008, Bolivia envió formalmente al gobierno de Estados Unidos una solicitud de extradición de Sánchez de Lozada a Bolivia. La petición fue rechazada por el Departamento de Estado de los Estados Unidos en 2012, bajo el argumento de que las acciones de Sánchez de Lozada no son un delito en los EE. UU., y que no existía una condición de doble incriminación. Se dice que ningún presidente de Estados Unidos podría ser acusado por los delitos definidos por el Estado boliviano.

### Proceso en Estados Unidos
El 10 de noviembre de 2009, el Tribunal de Distrito de EE. UU. en el Distrito Sur de Florida dictaminó que las reclamaciones por cargos de crímenes contra la humanidad en contra de Lozada tuvieron ningún caso. El tribunal dictaminó que las acusaciones de ejecuciones extrajudiciales podrían llevarse a cabo con el fin de permitir que dos casos de Estados Unidos relacionados con el progreso contra el expresidente Gonzalo Sánchez de Lozada  y el exministro de Defensa de Bolivia, José Carlos Sánchez Berzaín.
Los demandantes en los casos, Mamani, et al. v. Sánchez de Lozada, y Mamani, et al. v. Sánchez Berzaín, buscan daños compensatorios y punitivos bajo el extranjero Tort Statute (ATS). [10] El 20 de mayo de 2014, el juez James Cohn ordenó que las reclamaciones de los demandantes en virtud de la víctimas de la tortura Ley de Protección (TVPA) podrían proceder porque lo suficientemente supuestos hechos que "plausiblemente sugieren que estos homicidios fueron deliberados," y porque alegaron adecuadamente que los acusados eran responsables de los homicidios. El caso fue suspendido el 19 de agosto de 2014 en espera de la apelación de la decisión del tribunal de distrito de los acusados. -Acusados recurrentes presentaron su escrito al Tribunal de Circuito de Apelaciones del Undécimo el 14 de enero de 2015. Los demandantes-apelados presentaron su escrito el 6 de marzo de 2015. La Corte del 11 Circuito de Apelaciones emitió su decisión el 17 de junio de 2016.
No obstante lo anterior, el exmandatario boliviano Gonzalo Sánchez de Lozada fue hallado "responsable" de ejecuciones extrajudiciales en 2003 en Bolivia, por un tribunal de Estados Unidos que lo condenó a indemnizar por 10 millones de dólares a familiares de ocho aymaras asesinados.
Los diez miembros del jurado llegaron a esta conclusión en su sexto día de deliberaciones en el proceso contra Sánchez de Lozada y su entonces ministro de Defensa, Carlos Sánchez Berzaín, que comenzó el 5 de marzo en un tribunal federal en Fort Lauderdale, sur de Florida. Ambos exfuncionarios fueron hallados responsables de "ejecuciones extrajudiciales" cometidas durante los disturbios de 2003 en Bolivia, pero el jurado los exoneró de haber cometido "homicidio culposo". El juicio tuvo lugar gracias a una ley estadounidense que permite enjuiciar civilmente a acusados de torturas o ejecuciones extrajudiciales, aunque todas las partes sean extranjeras y el supuesto crimen haya sido cometido en el exterior. 
Sánchez de Lozada fue el primer expresidente en ir a juicio en Estados Unidos por abusos de derechos humanos, de acuerdo con el Center For Constitutional Rights (CCR), que representa a los demandantes.
Finalmente llegan a un acuerdo con las víctimas. https://www.la-razon.com/nacional/2023/09/28/en-eeuu-goni-acepta-pago-de-compensacion-por-la-masacre-de-2003-tras-condena-por-ejecuciones-extrajudiciales/

## Documentales y películas
- Our Brand Is Crisis (2005), un documental sobre la campaña de Sánchez de Lozada y la influencia de los consultores políticos estadounidenses segunda presidencial.
- Our Brand Is Crisis (2015), una versión dramatizada del documental de 2005, en la cual no se menciona a ninguno de los principales dirigentes indígenas, ni la participación del expresidente del Estado Plurinacional de Bolivia Evo Morales Ayma en ese conflicto.

## Genealogía
| \| \| \| \| \| \| \| \| \| \| \| \| \| \| \| \| \| \| \| \| 16. Manuel Sánchez de Losada Saldivar \| \| \| \| \| \| \| \| \| \| \| \| \| \| \| \| \| \| \| \| \| \| \| \| \| \| \| \| \| \| \| \| \| \| \| \| \| \| \| \| \| \| \| \| \| \| \| \| \| \| \| \| \| \| 8. Julián Donato Sánchez de Lozada y Cándano \| \| \| \| \| \| \| \| \| \| \| \| \| \| \| \| \| \| \| \| \| \| \| \| \| \| \| \| \| \| \| \| \| \| \| \| \| \| \| \| \| \| \| \| \| \| \| \| \| \| \| \| \| \| 17. Manuela de Cándano y Calderón de la Barca \| \| \| \| \| \| \| \| \| \| \| \| \| \| \| \| \| \| \| \| \| \| \| \| \| \| \| \| \| \| \| \| \| \| \| \| \| \| \| \| \| \| \| \| \| \| \| \| \| \| \| \| \| \| 4. Raimundo Sánchez de Lozada Lavayén \| \| \| \| \| \| \| \| \| \| \| \| \| \| \| \| \| \| \| \| \| \| \| \| \| \| \| \| \| \| \| \| \| \| \| \| \| \| \| \| \| \| \| \| \| \| \| \| \| \| \| \| \| \| 18. Raimundo Lavayén \| \| \| \| \| \| \| \| \| \| \| \| \| \| \| \| \| \| \| \| \| \| \| \| \| \| \| \| \| \| \| \| \| \| \| \| \| \| \| \| \| \| \| \| \| \| \| \| \| \| \| \| \| \| 9. María Dolores Lavayén Maceira \| \| \| \| \| \| \| \| \| \| \| \| \| \| \| \| \| \| \| \| \| \| \| \| \| \| \| \| \| \| \| \| \| \| \| \| \| \| \| \| \| \| \| \| \| \| \| \| \| \| \| \| \| \| 19. María Manuela Maceira y Graña \| \| \| \| \| \| \| \| \| \| \| \| \| \| \| \| \| \| \| \| \| \| \| \| \| \| \| \| \| \| \| \| \| \| \| \| \| \| \| \| \| \| \| \| \| \| \| \| \| \| \| \| \| \| 2. Enrique Sánchez de Lozada Irigoyen \| \| \| \| \| \| \| \| \| \| \| \| \| \| \| \| \| \| \| \| \| \| \| \| \| \| \| \| \| \| \| \| \| \| \| \| \| \| \| \| \| \| \| \| \| \| \| \| \| \| \| \| \| \| 20. Faustino Irigoyen Gonzáles de Prada \| \| \| \| \| \| \| \| \| \| \| \| \| \| \| \| \| \| \| \| \| \| \| \| \| \| \| \| \| \| \| \| \| \| \| \| \| \| \| \| \| \| \| \| \| \| \| \| \| \| \| \| \| \| 10. Santiago Irigoyen Sánchez Bustamante \| \| \| \| \| \| \| \| \| \| \| \| \| \| \| \| \| \| \| \| \| \| \| \| \| \| \| \| \| \| \| \| \| \| \| \| \| \| \| \| \| \| \| \| \| \| \| \| \| \| \| \| \| \| 21. Cecilia Sánchez de Bustamante Sánchez Teybo \| \| \| \| \| \| \| \| \| \| \| \| \| \| \| \| \| \| \| \| \| \| \| \| \| \| \| \| \| \| \| \| \| \| \| \| \| \| \| \| \| \| \| \| \| \| \| \| \| \| \| \| \| \| 5. María Raquel Irigoyen Pol \| \| \| \| \| \| \| \| \| \| \| \| \| \| \| \| \| \| \| \| \| \| \| \| \| \| \| \| \| \| \| \| \| \| \| \| \| \| \| \| \| \| \| \| \| \| \| \| \| \| \| \| \| \| 22. Hipólito Pol Ferrufino \| \| \| \| \| \| \| \| \| \| \| \| \| \| \| \| \| \| \| \| \| \| \| \| \| \| \| \| \| \| \| \| \| \| \| \| \| \| \| \| \| \| \| \| \| \| \| \| \| \| \| \| \| \| 11. Carolina Pol Terrazas \| \| \| \| \| \| \| \| \| \| \| \| \| \| \| \| \| \| \| \| \| \| \| \| \| \| \| \| \| \| \| \| \| \| \| \| \| \| \| \| \| \| \| \| \| \| \| \| \| \| \| \| \| \| 23. Josefa Terrazas Frías \| \| \| \| \| \| \| \| \| \| \| \| \| \| \| \| \| \| \| \| \| \| \| \| \| \| \| \| \| \| \| \| \| \| \| \| \| \| \| \| \| \| \| \| \| \| \| \| \| \| \| \| \| \| 1. Gonzalo Sánchez de Lozada y Sánchez Bustamante \| \| \| \| \| \| \| \| \| \| \| \| \| \| \| \| \| \| \| \| \| \| \| \| \| \| \| \| \| \| \| \| \| \| \| \| \| \| \| \| \| \| \| \| \| \| \| \| \| \| \| \| \| \| 24. Pedro Sánchez de Bustamante y González \| \| \| \| \| \| \| \| \| \| \| \| \| \| \| \| \| \| \| \| \| \| \| \| \| \| \| \| \| \| \| \| \| \| \| \| \| \| \| \| \| \| \| \| \| \| \| \| \| \| \| \| \| \| 12. Juan Sánchez de Bustamante Ponce \| \| \| \| \| \| \| \| \| \| \| \| \| \| \| \| \| \| \| \| \| \| \| \| \| \| \| \| \| \| \| \| \| \| \| \| \| \| \| \| \| \| \| \| \| \| \| \| \| \| \| \| \| \| 25. Mónica Ponce de León Gisbert \| \| \| \| \| \| \| \| \| \| \| \| \| \| \| \| \| \| \| \| \| \| \| \| \| \| \| \| \| \| \| \| \| \| \| \| \| \| \| \| \| \| \| \| \| \| \| \| \| \| \| \| \| \| 6. Daniel Sánchez de Bustamante Vásquez-Bru \| \| \| \| \| \| \| \| \| \| \| \| \| \| \| \| \| \| \| \| \| \| \| \| \| \| \| \| \| \| \| \| \| \| \| \| \| \| \| \| \| \| \| \| \| \| \| \| \| \| \| \| \| \| 26. José Ramón Vásquez-Bru \| \| \| \| \| \| \| \| \| \| \| \| \| \| \| \| \| \| \| \| \| \| \| \| \| \| \| \| \| \| \| \| \| \| \| \| \| \| \| \| \| \| \| \| \| \| \| \| \| \| \| \| \| \| 13. Mercedes Vásquez-Bru Zuazo \| \| \| \| \| \| \| \| \| \| \| \| \| \| \| \| \| \| \| \| \| \| \| \| \| \| \| \| \| \| \| \| \| \| \| \| \| \| \| \| \| \| \| \| \| \| \| \| \| \| \| \| \| \| 27. Ángela Zuazo \| \| \| \| \| \| \| \| \| \| \| \| \| \| \| \| \| \| \| \| \| \| \| \| \| \| \| \| \| \| \| \| \| \| \| \| \| \| \| \| \| \| \| \| \| \| \| \| \| \| \| \| \| \| 3. Carmen Sánchez de Bustamante Calvo \| \| \| \| \| \| \| \| \| \| \| \| \| \| \| \| \| \| \| \| \| \| \| \| \| \| \| \| \| \| \| \| \| \| \| \| \| \| \| \| \| \| \| \| \| \| \| \| \| \| \| \| \| \| 28. Mariano José Calvo Cuéllar \| \| \| \| \| \| \| \| \| \| \| \| \| \| \| \| \| \| \| \| \| \| \| \| \| \| \| \| \| \| \| \| \| \| \| \| \| \| \| \| \| \| \| \| \| \| \| \| \| \| \| \| \| \| 14. Nemesio Calvo Gómez \| \| \| \| \| \| \| \| \| \| \| \| \| \| \| \| \| \| \| \| \| \| \| \| \| \| \| \| \| \| \| \| \| \| \| \| \| \| \| \| \| \| \| \| \| \| \| \| \| \| \| \| \| \| 29. María Josefa Gómez Martínez \| \| \| \| \| \| \| \| \| \| \| \| \| \| \| \| \| \| \| \| \| \| \| \| \| \| \| \| \| \| \| \| \| \| \| \| \| \| \| \| \| \| \| \| \| \| \| \| \| \| \| \| \| \| 7. Cármen Calvo Molina \| \| \| \| \| \| \| \| \| \| \| \| \| \| \| \| \| \| \| \| \| \| \| \| \| \| \| \| \| \| \| \| \| \| \| \| \| \| \| \| \| \| \| \| \| \| \| \| \| \| \| \| \| \| 15. Isabel Molina Frías \| \| \| \| \| \| \| \| \| \| \| \| \| \| \| \| \| \| \| \| \| \| \| \| \| \| \| \| \| \| \| \| \| \| \| \| \| \| \| \| \| \| \| \| \| \| \| \| \| \| \| \| |                                                   |  |  |  |  |  |  |  |  |  |  |  |  |  |  |  |
| |                                                   |  |  |  |  |  |  |  |  |  |  |  |  |  |  |  |
| | 16. Manuel Sánchez de Losada Saldivar             |  |  |  |  |  |  |  |  |  |  |  |  |  |  |  |
| |                                                   |  |  |  |  |  |  |  |  |  |  |  |  |  |  |  |
| |                                                   |  |  |  |  |  |  |  |  |  |  |  |  |  |  |  |
| | 8. Julián Donato Sánchez de Lozada y Cándano      |  |  |  |  |  |  |  |  |  |  |  |  |  |  |  |
| |                                                   |  |  |  |  |  |  |  |  |  |  |  |  |  |  |  |
| |                                                   |  |  |  |  |  |  |  |  |  |  |  |  |  |  |  |
| | 17. Manuela de Cándano y Calderón de la Barca     |  |  |  |  |  |  |  |  |  |  |  |  |  |  |  |
| |                                                   |  |  |  |  |  |  |  |  |  |  |  |  |  |  |  |
| |                                                   |  |  |  |  |  |  |  |  |  |  |  |  |  |  |  |
| | 4. Raimundo Sánchez de Lozada Lavayén             |  |  |  |  |  |  |  |  |  |  |  |  |  |  |  |
| |                                                   |  |  |  |  |  |  |  |  |  |  |  |  |  |  |  |
| |                                                   |  |  |  |  |  |  |  |  |  |  |  |  |  |  |  |
| | 18. Raimundo Lavayén                              |  |  |  |  |  |  |  |  |  |  |  |  |  |  |  |
| |                                                   |  |  |  |  |  |  |  |  |  |  |  |  |  |  |  |
| |                                                   |  |  |  |  |  |  |  |  |  |  |  |  |  |  |  |
| | 9. María Dolores Lavayén Maceira                  |  |  |  |  |  |  |  |  |  |  |  |  |  |  |  |
| |                                                   |  |  |  |  |  |  |  |  |  |  |  |  |  |  |  |
| |                                                   |  |  |  |  |  |  |  |  |  |  |  |  |  |  |  |
| | 19. María Manuela Maceira y Graña                 |  |  |  |  |  |  |  |  |  |  |  |  |  |  |  |
| |                                                   |  |  |  |  |  |  |  |  |  |  |  |  |  |  |  |
| |                                                   |  |  |  |  |  |  |  |  |  |  |  |  |  |  |  |
| | 2. Enrique Sánchez de Lozada Irigoyen             |  |  |  |  |  |  |  |  |  |  |  |  |  |  |  |
| |                                                   |  |  |  |  |  |  |  |  |  |  |  |  |  |  |  |
| |                                                   |  |  |  |  |  |  |  |  |  |  |  |  |  |  |  |
| | 20. Faustino Irigoyen Gonzáles de Prada           |  |  |  |  |  |  |  |  |  |  |  |  |  |  |  |
| |                                                   |  |  |  |  |  |  |  |  |  |  |  |  |  |  |  |
| |                                                   |  |  |  |  |  |  |  |  |  |  |  |  |  |  |  |
| | 10. Santiago Irigoyen Sánchez Bustamante          |  |  |  |  |  |  |  |  |  |  |  |  |  |  |  |
| |                                                   |  |  |  |  |  |  |  |  |  |  |  |  |  |  |  |
| |                                                   |  |  |  |  |  |  |  |  |  |  |  |  |  |  |  |
| | 21. Cecilia Sánchez de Bustamante Sánchez Teybo   |  |  |  |  |  |  |  |  |  |  |  |  |  |  |  |
| |                                                   |  |  |  |  |  |  |  |  |  |  |  |  |  |  |  |
| |                                                   |  |  |  |  |  |  |  |  |  |  |  |  |  |  |  |
| | 5. María Raquel Irigoyen Pol                      |  |  |  |  |  |  |  |  |  |  |  |  |  |  |  |
| |                                                   |  |  |  |  |  |  |  |  |  |  |  |  |  |  |  |
| |                                                   |  |  |  |  |  |  |  |  |  |  |  |  |  |  |  |
| | 22. Hipólito Pol Ferrufino                        |  |  |  |  |  |  |  |  |  |  |  |  |  |  |  |
| |                                                   |  |  |  |  |  |  |  |  |  |  |  |  |  |  |  |
| |                                                   |  |  |  |  |  |  |  |  |  |  |  |  |  |  |  |
| | 11. Carolina Pol Terrazas                         |  |  |  |  |  |  |  |  |  |  |  |  |  |  |  |
| |                                                   |  |  |  |  |  |  |  |  |  |  |  |  |  |  |  |
| |                                                   |  |  |  |  |  |  |  |  |  |  |  |  |  |  |  |
| | 23. Josefa Terrazas Frías                         |  |  |  |  |  |  |  |  |  |  |  |  |  |  |  |
| |                                                   |  |  |  |  |  |  |  |  |  |  |  |  |  |  |  |
| |                                                   |  |  |  |  |  |  |  |  |  |  |  |  |  |  |  |
| | 1. Gonzalo Sánchez de Lozada y Sánchez Bustamante |  |  |  |  |  |  |  |  |  |  |  |  |  |  |  |
| |                                                   |  |  |  |  |  |  |  |  |  |  |  |  |  |  |  |
| |                                                   |  |  |  |  |  |  |  |  |  |  |  |  |  |  |  |
| | 24. Pedro Sánchez de Bustamante y González        |  |  |  |  |  |  |  |  |  |  |  |  |  |  |  |
| |                                                   |  |  |  |  |  |  |  |  |  |  |  |  |  |  |  |
| |                                                   |  |  |  |  |  |  |  |  |  |  |  |  |  |  |  |
| | 12. Juan Sánchez de Bustamante Ponce              |  |  |  |  |  |  |  |  |  |  |  |  |  |  |  |
| |                                                   |  |  |  |  |  |  |  |  |  |  |  |  |  |  |  |
| |                                                   |  |  |  |  |  |  |  |  |  |  |  |  |  |  |  |
| | 25. Mónica Ponce de León Gisbert                  |  |  |  |  |  |  |  |  |  |  |  |  |  |  |  |
| |                                                   |  |  |  |  |  |  |  |  |  |  |  |  |  |  |  |
| |                                                   |  |  |  |  |  |  |  |  |  |  |  |  |  |  |  |
| | 6. Daniel Sánchez de Bustamante Vásquez-Bru       |  |  |  |  |  |  |  |  |  |  |  |  |  |  |  |
| |                                                   |  |  |  |  |  |  |  |  |  |  |  |  |  |  |  |
| |                                                   |  |  |  |  |  |  |  |  |  |  |  |  |  |  |  |
| | 26. José Ramón Vásquez-Bru                        |  |  |  |  |  |  |  |  |  |  |  |  |  |  |  |
| |                                                   |  |  |  |  |  |  |  |  |  |  |  |  |  |  |  |
| |                                                   |  |  |  |  |  |  |  |  |  |  |  |  |  |  |  |
| | 13. Mercedes Vásquez-Bru Zuazo                    |  |  |  |  |  |  |  |  |  |  |  |  |  |  |  |
| |                                                   |  |  |  |  |  |  |  |  |  |  |  |  |  |  |  |
| |                                                   |  |  |  |  |  |  |  |  |  |  |  |  |  |  |  |
| | 27. Ángela Zuazo                                  |  |  |  |  |  |  |  |  |  |  |  |  |  |  |  |
| |                                                   |  |  |  |  |  |  |  |  |  |  |  |  |  |  |  |
| |                                                   |  |  |  |  |  |  |  |  |  |  |  |  |  |  |  |
| | 3. Carmen Sánchez de Bustamante Calvo             |  |  |  |  |  |  |  |  |  |  |  |  |  |  |  |
| |                                                   |  |  |  |  |  |  |  |  |  |  |  |  |  |  |  |
| |                                                   |  |  |  |  |  |  |  |  |  |  |  |  |  |  |  |
| | 28. Mariano José Calvo Cuéllar                    |  |  |  |  |  |  |  |  |  |  |  |  |  |  |  |
| |                                                   |  |  |  |  |  |  |  |  |  |  |  |  |  |  |  |
| |                                                   |  |  |  |  |  |  |  |  |  |  |  |  |  |  |  |
| | 14. Nemesio Calvo Gómez                           |  |  |  |  |  |  |  |  |  |  |  |  |  |  |  |
| |                                                   |  |  |  |  |  |  |  |  |  |  |  |  |  |  |  |
| |                                                   |  |  |  |  |  |  |  |  |  |  |  |  |  |  |  |
| | 29. María Josefa Gómez Martínez                   |  |  |  |  |  |  |  |  |  |  |  |  |  |  |  |
| |                                                   |  |  |  |  |  |  |  |  |  |  |  |  |  |  |  |
| |                                                   |  |  |  |  |  |  |  |  |  |  |  |  |  |  |  |
| | 7. Cármen Calvo Molina                            |  |  |  |  |  |  |  |  |  |  |  |  |  |  |  |
| |                                                   |  |  |  |  |  |  |  |  |  |  |  |  |  |  |  |
| |                                                   |  |  |  |  |  |  |  |  |  |  |  |  |  |  |  |
| | 15. Isabel Molina Frías                           |  |  |  |  |  |  |  |  |  |  |  |  |  |  |  |
| |                                                   |  |  |  |  |  |  |  |  |  |  |  |  |  |  |  |
| |                                                   |  |  |  |  |  |  |  |  |  |  |  |  |  |  |  |